# Mistrovství Evropy juniorů v uměleckém plavání 2019
Mistrovství Evropy juniorů v uměleckém (synchronizovaném) plavání za rok 2019 proběhlo v Praze na plaveckém stadionu Podolí, Česko ve dnech 18. až 23. června 2019.

## Česká stopa
Česko reprezentovalo 12 závodnic. Vedoucí výpravy a trenérkou byla Monika Morawitzová, trenérkami reprezentace byly Soňa Bernardová, Elena Markoch (Jelena Markočová) a Iveta Suková.
V povinných figurách sólistek startovalo 44 závodnic – Karolína Klusková (*2002) z TJ Tesla Brno obsadila 17. místo, Lucie Hrazdírová (*2003) z TJ Tesla Brno 25. místo, Martina Dvořáková (*2003) z TJ Tesla Brno 27. místo, Karolína Muchová (*2001) z SK Neptun Praha 28. místo, Sofie Fantová (*2002) z SK Neptun Praha 29. místo a Kristýna Šimo (*2003) z SK Neptun Praha 32. místo. V technických sestavách sólistek startovalo 20 závodnic – Karolína Klusková (*2002) z TJ Tesla Brno obsadila 9. místo. Ve volných sestavách sólistek startovalo 19 závodnic – Karolína Klusková (*2002) z TJ Tesla Brno obsadila 10. místo.
V technických sestavách dvojic startovalo 17 párů. Karolína Klusková (*2002) a Lucie Hrazdírová (*2003) obě z TJ Tesla Brno obsadily 9. místo. Ve volných sestavách dvojic startovalo 20 párů. Karolína Klusková (*2002) a Lucie Hrazdírová (*2003) obě z TJ Tesla Brno nepostoupily z kvalifikace, obsadily 13. místo. Náhradnicí pro obě disciplíny byla Martina Dvořáková (*2003) z TJ Tesla Brno.
V technických sestavách týmů startovalo 12 osmičlenných týmů. Česko ve skladbě Karolína Klusková (*2002) z TJ Tesla Brno, Lucie Hrazdírová (*2003) z TJ Tesla Brno, Karolína Muchová (*2001) z SK Neptun Praha, Sofie Fantová (*2002) z SK Neptun Praha, Debora Dvořáková (*2003) z SK UP Olomouc, Nicole Juráková (*2001) z SK UP Olomouc, Laura Nováková (*2002) z SCPA Pardubice a Michaela Provazová (*2001) z SK UP Olomouc obsadilo 9. místo. Náhradnicemi byly Martina Dvořáková (*2003) z TJ Tesla Brno a Kristýna Šimo (*2003) z SK Neptun Praha. Ve volných sestavách týmů startovalo 15 osmičlenných týmů. Česko ve skladbě Martina Dvořáková (*2003) z TJ Tesla Brno, Karolína Muchová (*2001) z SK Neptun Praha, Sofie Fantová (*2002) z SK Neptun Praha, Kristýna Šimo (*2003) z SK Neptun Praha, Debora Dvořáková (*2003) z SK UP Olomouc, Nicole Juráková (*2001) z SK UP Olomouc, Laura Nováková (*2002) z SCPA Pardubice a Michaela Provazová (*2001) z SK UP Olomouc obsadilo 10. místo. Náhradnicemi byly Marika Brabcová (*2004) z KPSP Kometa Brno a Eliška Zounková (*2003) z TJ Tesla Brno.
V kombinované sestavě startovalo 11 desetičlenných týmů. Česko ve skladbě Martina Dvořáková (*2003) z TJ Tesla Brno, Karolína Muchová (*2001) z SK Neptun Praha, Sofie Fantová (*2002) z SK Neptun Praha, Kristýna Šimo (*2003) z SK Neptun Praha, Debora Dvořáková (*2003) z SK UP Olomouc, Nicole Juráková (*2001) z SK UP Olomouc, Laura Nováková (*2002) z SCPA Pardubice, Michaela Provazová (*2001) z SK UP Olomouc, Marika Brabcová (*2004) z KPSP Kometa Brno a Eliška Zounková (*2003) z TJ Tesla Brno obsadilo 8. místo.

## Výsledky

### Individuální disciplíny
| Ženy                    | Zlato                      | Zlato   | Stříbro                    | Stříbro | Bronz                           | Bronz   |
| ----------------------- | -------------------------- | ------- | -------------------------- | ------- | ------------------------------- | ------- |
| Povinné figury sólistek | Vasilina Chandošková (BLR) | 80,6500 | Vera Bucelová (BLR)        | 77,8913 | Margarita Kiriljuková (BLR)     | 77,2717 |
| Tech. sestava sólistek  | Taťjana Gajdajová (RUS)    | 88,7614 | Oleksandra Burdovová (UKR) | 85,7347 | Iris Tióová (ESP)               | 85,4320 |
| Volná sestava sólistek  | Taťjana Gajdajová (RUS)    | 89,6000 | Iris Tióová (ESP)          | 86,9667 | Anastasija Soldatenkovová (UKR) | 86,9000 |

### Týmové disciplíny
| Ženy                                               | Zlato | Zlato   | Stříbro | Stříbro | Bronz | Bronz   |
| -------------------------------------------------- | --- | ------- | --- | ------- | --- | ------- |
| Tech. sestava dvojic                               | Rusko (RUS) (Ksenija Ladná, Jelizaveta Minajevová, *Jelizaveta Poljakovová) | 89,0204 | Ukrajina (UKR) (Oleksandra Burdovová, Anna Nosovová, *Olesija Derevjančenková) | 86,0516 | Španělsko (ESP) (Mireia Hernándezová, Irene Jimenová, *Teresa Bellverová) | 83,0946 |
| Volna sestava dvojic                               | Rusko (RUS) (Ksenija Ladná, Jelizaveta Minajevová, *Jelizaveta Poljakovová) | 90,3667 | Ukrajina (UKR) (Oleksandra Burdovová, Anna Nosovová, *Olesija Derevjančenková) | 87,8667 | Španělsko (ESP) (Mireia Hernándezová, Irene Jimenová, *Teresa Bellverová) | 87,0333 |
| Tech. sestava až osmičlenného týmu                 | Rusko (RUS) (Antonina Bazlovová, Ksenija Chuďakovová, Jekatěrina Kossovová, Valerija Něstěrovová, Olesja Platonovová, Polina Solovjovová, Sofija Titovová, Arina Žavoronkovová, *Taťjana Gajdajová, *Ksenija Ladná, *Jelizaveta Minajevová, *Jelizaveta Poljakovová) | 89,9802 | Ukrajina (UKR) (Oleksandra Burdovová, Olesija Derevjančenková, Darija Kornějevová, Anastasija Kulyková, Anna Nosovová, Anželina Ovčynnikovová, Kateryna Stuljenkovová, Sofija Stuljenkovová, *Jevanhjelina Klymenková, *Jevhenija Lychmanová) | 87,6098 | Španělsko (ESP) (Gema Arquerová, Teresa Bellverová, Judith Calvová, Martina Coronadová, Paula Garcíaová, Mireia Hernándezová, Irene Jimenová, Claudia Juliáová, *Vanessa Gómezová, *Mireia Martínová-Moraová)                                                                              | 84,8604 |
| Volná sestava až osmičlenného týmu                 | Rusko (RUS) (Antonina Bazlovová, Taťjana Gajdajová, Jekatěrina Kossovová, Valerija Něstěrovová, Olesja Platonovová, Polina Solovjovová, Sofija Titovová, Arina Žavoronkovová, *Ksenija Chuďakovová, *Ksenija Ladná, *Jelizaveta Minajevová, *Jelizaveta Poljakovová) | 91,3667 | Ukrajina (UKR) (Oleksandra Burdovová, Olesija Derevjančenková, Darija Kornějevová, Anastasija Kulyková, Jevhenija Lychmanová, Anna Nosovová, Kateryna Stuljenkovová, Sofija Stuljenkovová, *Jevanhjelina Klymenková, *Anželina Ovčynnikovová) | 89,0333 | Španělsko (ESP) (Gema Arquerová, Teresa Bellverová, Judith Calvová, Martina Coronadová, Paula Garcíaová, Vanessa Gómezová, Mireia Hernándezová, Irene Jimenová, *Claudia Juliáová, *Mireia Martínová-Moraová)                                                                              | 87,0000 |
| Kombinovaná sestava až desetičlenného týmu (KOMBO) | Rusko (RUS) (Antonina Bazlovová, Ksenija Chuďakovová, Jekatěrina Kossovová, Ksenija Ladná, Jelizaveta Minajevová, Valerija Něstěrovová, Olesja Platonovová, Polina Solovjovová, Sofija Titovová, Arina Žavoronkovová, *Taťjana Gajdajová, *Jelizaveta Poljakovová)   | 91,8667 | Španělsko (ESP) (Gema Arquerová, Teresa Bellverová, Judith Calvová, Martina Coronadová, Paula Garcíaová, Vanessa Gómezová, Mireia Hernándezová, Irene Jimenová, Claudia Juliáová, Mireia Martínová-Moraová, *Beatriz Castañová)               | 88,2000 | Ukrajina (UKR) (Oleksandra Burdovová, Olesija Derevjančenková, Darija Kornějevová, Anastasija Kulyková, Jevhenija Lychmanová, Anna Nosovová, Anželina Ovčynnikovová, Valerija Šylová, Sofiija Stuljenkovová, Kateryna Stuljenkovová, *Jevanhjelina Klymenková, *Anastasija Soldatenkovová) | 88,0000 |
| Mix                                                | Zlato | Zlato   | Stříbro | Stříbro | Bronz | Bronz   |
| Tech. sestava smíšených dvojic                     | Rusko (RUS) (Michail Vasiljev, Kristina Averinová) | 83,5823 | Španělsko (ESP) (Fernando Díaz del Río, Beatriz Castañová) | 76,1229 | Francie (FRA) (Quentin Rakotomalala, Madeline Philippeová) | 71,4896 |
| Volná sestava smíšených dvojic                     | Rusko (RUS) (Michail Vasiljev, Kristina Averinová) | 84,3000 | Španělsko (ESP) (Xavier Guillen, Beatriz Castañová) | 78,2000 | Itálie (ITA) (Edoardo Fanton, Veronica Benedettiová) | 74,6667 |

## Medailová bilance
V uměleckém plavání se rozdělilo celkem 10 sad medailí.
| Pořadí | Stát            |       | Muži    | Muži  | Muži  |         | Ženy  | Ženy  | Ženy    |       | Mix   | Mix     | Mix   |  | Muži + Ženy + Mix | Muži + Ženy + Mix | Muži + Ženy + Mix | Celkem |
| Pořadí | Stát            | Zlato | Stříbro | Bronz | Zlato | Stříbro | Bronz | Zlato | Stříbro | Bronz | Zlato | Stříbro | Bronz |  |                   |                   |                   | Celkem |
| ------ | --------------- | ----- | ------- | ----- | ----- | ------- | ----- | ----- | ------- | ----- | ----- | ------- | ----- |  | ----------------- | ----------------- | ----------------- | ------ |
| 1.     | Rusko (RUS)     |       | 0       | 0     | 0     |         | 7     | 0     | 0       |       | 2     | 0       | 0     |  | 9                 | 0                 | 0                 | 9      |
| 2.     | Bělorusko (BLR) |       | 0       | 0     | 0     |         | 1     | 1     | 1       |       | 0     | 0       | 0     |  | 1                 | 1                 | 1                 | 3      |
| 3.     | Ukrajina (UKR)  |       | 0       | 0     | 0     |         | 0     | 5     | 2       |       | 0     | 0       | 0     |  | 0                 | 5                 | 2                 | 7      |
| 4.     | Španělsko (ESP) |       | 0       | 0     | 0     |         | 0     | 2     | 5       |       | 0     | 2       | 0     |  | 0                 | 4                 | 5                 | 9      |
| 5.     | Itálie (ITA)    |       | 0       | 0     | 0     |         | 0     | 0     | 0       |       | 0     | 0       | 1     |  | 0                 | 0                 | 1                 | 1      |
| 5.     | Francie (FRA)   |       | 0       | 0     | 0     |         | 0     | 0     | 0       |       | 0     | 0       | 1     |  | 0                 | 0                 | 1                 | 1      |
| Celkem | Celkem          |       | 0       | 0     | 0     |         | 8     | 8     | 8       |       | 2     | 2       | 2     |  | 10                | 10                | 10                | 30     |